# 1114
Cette page concerne l'année 1114  du calendrier julien.
L'année 1114 est une année commune qui commence un jeudi.

## Événements

### Asie
- En Chine, les Khitan menacent les Xixia (Tunguts). L’empereur song Huizong conclut un pacte avec le khan des Djürchet, Agouda qui prend les Khitan à revers[1] et les bat sur le Songhua en Mandchourie[2].

- Début du règne de Govinda, roi Gahadavala de Kanauj (fin en 1154). Il règne en Inde sur Ayodhya et la région de Delhi[3].

### Proche-Orient
- Septembre : Alp Arslan, émir d'Alep, est assassiné par son eunuque Loulou[4], qui installe sur le trône un autre fils de Ridwan, âgé de six ans. Alep sombre dans l’anarchie. Alors que dans la citadelle des groupes incontrôlés d’esclaves et de soldats s’entredéchirent, les citadins en arme patrouillent dans la ville pour se protéger des pillards.

### Europe
- 7 janvier : mariage de Mathilde (12 ans), future reine d’Angleterre, fille du roi  Henri Ier Beauclerc avec l’empereur germanique Henri V (33 ans) à Mayence[5].

- Avril : une expédition pisano-catalane entreprend la conquête des Baléares (1114-1115)[6]. Ibiza est conquise le 11 août, Majorque le 3 avril 1115[7].

- Mai : incendie de la cathédrale de Chichester, consacrée en 1108[8].

- Juin[9] ou août[10] : défaite des gouverneurs musulmans de Murcie et de Saragosse à bataille de Congost de Martorell ou batalla del Puerto ; les Almoravides s’avancent jusqu’à Barcelone, qu’ils assiègent, mais échouent à prendre la ville (1115).

- 14 août : prise de Tudela sur les musulmans par le comte Rotrou III du Perche[11].

- 31 octobre : Mathilde de Toscane entre dans Mantoue assiégée[12].

- Réapparition de l'hérésie cathare (bûchers à Soissons[13]).

- Orderic Vital commence à rédiger son Historia ecclesiastica (achevée en 1142)[14].